# Schloss Gundersdorf

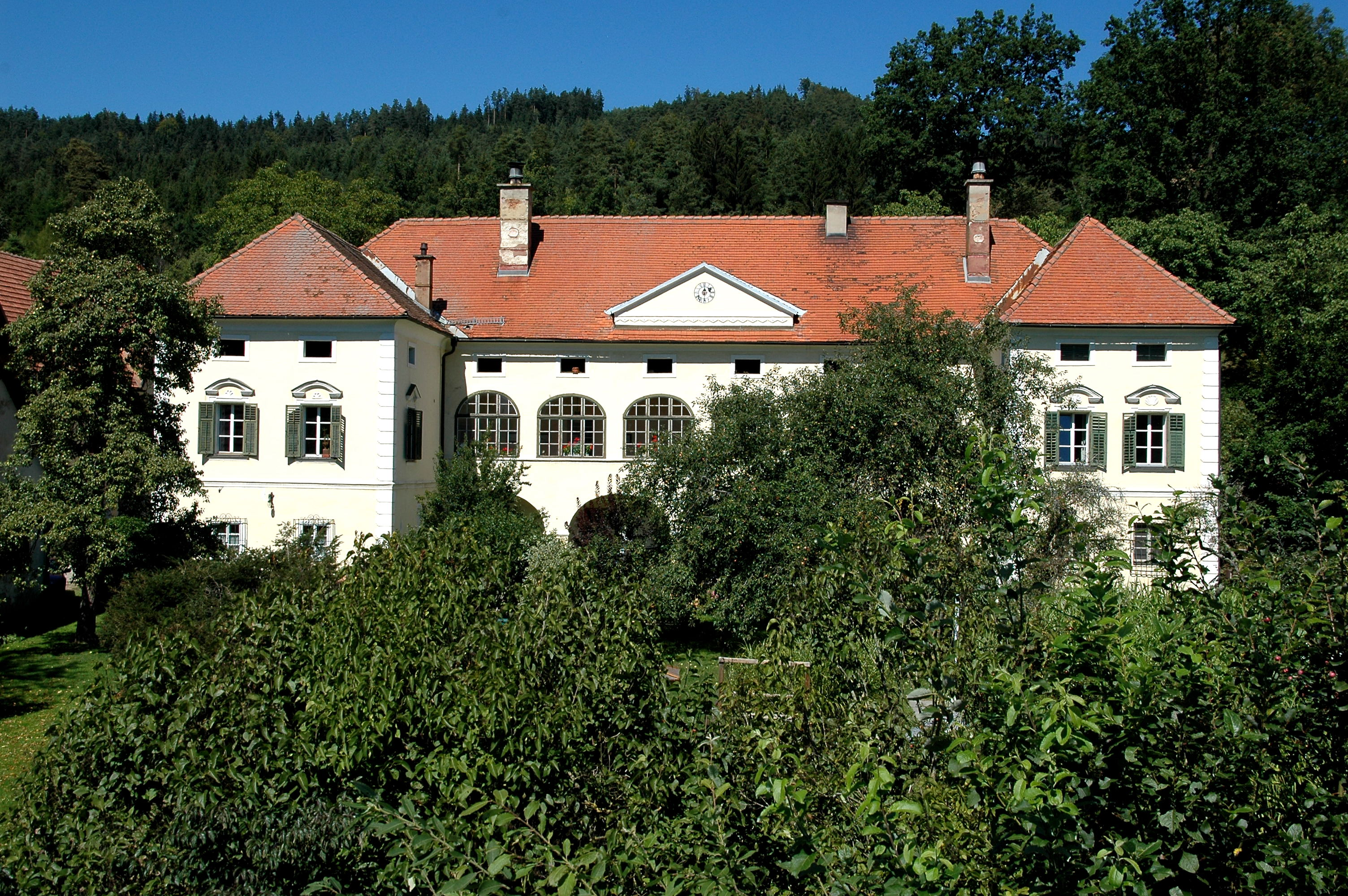
Schloss Gundersdorf, südliche Schauseite mit Arkaden (2006)

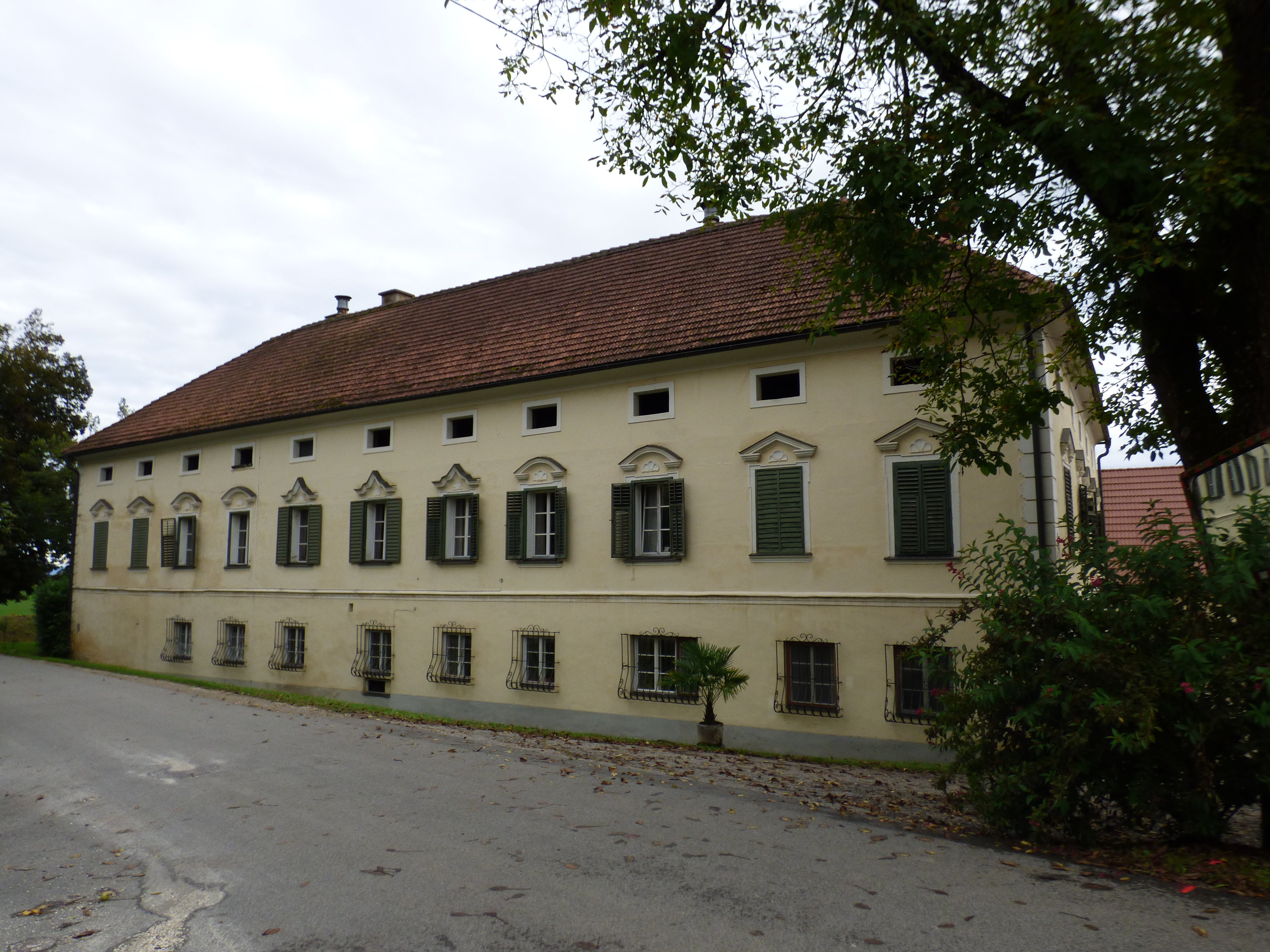
Schloss Gundersdorf, Nordfassade (2016)

Schloss Gundersdorf ist ein ehemaliger Herrensitz im gleichnamigen Ort an der Görtschitztal Straße (B 92), der heute zur Gemeinde Magdalensberg in Kärnten gehört. Das Bauwerk erhielt Mitte des 18. Jahrhunderts seine heutige Gestalt und steht unter Denkmalschutz.

## Geschichte
Der Ort Gundersdorf scheint erstmals 1245 in einer Schenkungsurkunde auf, damals war noch der Name Hundre(i)nsdorf gebräuchlich. Ein Herrschaftsgebäude findet sich hier aber nicht, so dass hier über die Jahrhunderte lediglich ein Hof oder ein landwirtschaftliches Gut bestanden haben dürfte. Mitte des 18. Jahrhunderts baute Anton von Dreer das Hauptgebäude zu einem Herrensitz aus, dessen Äußeres sich seither nicht wesentlich verändert hat.
Wilhelm Wadl ordnet Gundersdorf in die Reihe der zahlreichen Dörfer der Gemeinde Magdalensberg ein, die ihren viel älteren Ursprung in „frühmittelalterlichen Edlingerhöfen“ haben und dabei Gundersdorf eine „nahezu geschlossene Edlingersiedlung“ gewesen sein dürfte. „Das heutige Schloss Gundersdorf ist ein relativ junger Herrensitz, der auf einen mittelalterlichen Edlingerhof zurückgeht.“
Das Anwesen befindet sich seit 1912 in Privatbesitz und wird sowohl landwirtschaftlich als auch gewerblich genutzt.

## Architektur
Das in einem weitläufigen Park am Fuß des Sechzigerberges gelegene Schloss ist ein repräsentatives, zweigeschoßiges Bauwerk über hufeisenförmigem Grundriss, wobei sich zwei kurze Seitenflügel an einen langen Mitteltrakt anschließen. Die südliche Schauseite des Gebäudes ist im Mittelteil von korbbogigen Arkaden durchbrochen und von einem Dreiecksgiebel mit Uhr bekrönt. Die vier Arkaden im Erdgeschoß sind offen, die sechs im Obergeschoß verglast. Die Fenster des Obergeschoßes sind gerahmt und besitzen Verdachungen. Die darüberliegenden kleinen Fenster des Zwerggeschoßes deuten darauf hin, dass diese Etage früher als Getreidelager diente. An den Ecken der Seitenflügel sind Rustizierungen angebracht. Die Seitenflügel haben an der Vorderseite je zwei, an den Außenseiten jeweils fünf Fenster, die schmucklose Nordseite des Gebäudes besitzt insgesamt elf Fensterachsen. In der Nachbarschaft zum Schloss befinden sich Wirtschaftsgebäude sowie eine Ende des 18. Jahrhunderts errichtete kleine Kapelle.